# Enrica Follieri
Enrica Follieri (* 5. Dezember 1926 in Rom; † 11. Dezember 1999 ebenda) war eine italienische Byzantinistin.
Enrica Follieri studierte an der Universität La Sapienza in Rom, wo Silvio Giuseppe Mercati ihr Lehrer war. 1948 erlangte sie ihre Laurea. 1960 erhielt sie die „libera docenza“ für byzantinische Philologie, 1961 auch für griechische Paläographie und lehrte Paläographie von 1961 bis 1975. 1976 erhielt sie den Lehrstuhl für byzantinische Philologie und griechische Paläographie an der Sapienza, wo sie bis 1999 lehrte.
Zu ihren Spezialgebieten gehörten die byzantinische Hymnologie und die Hagiographie.

## Veröffentlichungen (Auswahl)
Siehe das Schriftenverzeichnis Bibliografia di Enrica Follieri von Andrea Luzzi:
- La versione in greco volgare del Teseida del Boccaccio, in Atti dell'VIII Congresso Internazionale di Studi Bizantini, Palermo 3–10 aprile 1951 = “Studi bizantini e neoellenici” 7–8 (1953) S. 67–77
- Initia Hymnorum Ecclesiae Graecae, 5 Bände (= Studi e Testi Band 211–215bis). Città del Vaticano 1960–1965
- Saba Goto e Saba Stratelata, in Analecta Bollandiana 80 (1962) S. 249–307
- Problemi di innografia bizantina, in Actes du XIIᵉ Congrès International d'Études Byzantines. Ochride, 10–16 septembre 1961, Band 2, Belgrad 1964, S. 311–325
- Santi occidentali nell'innografia bizantina, in “Atti del convegno internazionale sul tema “L'Oriente cristiano nella storia della civiltà”, Roma 31 marzo–3 aprile 1963 / Firenze 4 aprile 1963”, Rom 1964, S. 251–271
- Giovanni Mauropode metropolita di Eucaita, Otto Canoni paracletici a N.S. Gesù Cristo, in “Archivio italiano per lo storia della pietà” 5 (1968) S. 1–200
- Codices Graeci Bibliothecae Vaticanae selecti, temporum locorumque ordine digesti, commentariis et transcriptionibus instructi, Città del Vaticano 1969
- Il poema bizantino di Belisario, in “Atti del Convegno Internazionale sul tema: La poesia epica e la sua formazione. Roma 28 marzo–3 aprile 1969”, Rom 1970, S. 583–651
- Santa Trifena di Cizico, in “Analecta Bollandiana” 89 (1971) S. 343–362
- Santi di Metone: Atanasio vescovo, Leone taumaturgo, in “Byzantion” 41 (1971) S. 378–451
- Il culto dei santi nell'Italia greca, in “La Chiesa greca in Italia dall'VIII al XVI secolo. Atti del Convegno Storico Interecclesiale, Bari 30 aprile–4 maggio 1969”, Band 2, Padua 1972, S. 553–577
- I santi della Calabria bizantina, in “Calabria bizantina. Vita religiosa e strutture amministrative. Atti del primo e secondo incontro di Studi Bizantini”, Reggio Calabria 1974, S. 71–93
- Tommaso di Damasco e l'antica minuscola libraria greca, in “Rendiconti dell'Accademia nazionale dei Lincei. Classe di scienze morali,storiche e filologiche”, s. VIII, 29 (1974) S. 145–163
- Santa Agrippina nell'innografia e nell'agiografia greca, in “ByzantinoSicula. Miscellanea di scritti in memoria di Giuseppe Rossi Taibbi”, Palermo 1975 (Istituto Siciliano di Studi Bizantini e Neoellenici. Quaderni, 8), S. 209–259
- Ardomio martire in Tessaglia, in “Analecta Bollandiana” 93 (1975) S. 313–348
- La minuscola libraria dei secoli IX–X, in “La paléographie grecque et byzantine (Paris, 21–25 octobre 1974)”, Paris 1977, S. 139–153
- I Calendari in metro innografico di Cristoforo Mitileneo, Band 1: Introduzione, testo e traduzione. Band 2: Commentario e indici, Brüssel 1980 (Subsidia hagiographica, 63)
- Dove e quando morì Giovanni Mosco?, in “Rivista di studi bizantini e neoellenici”, n.s. 25 (1988) S. 3–39
- La Vita di san Fantino il Giovane. Introduzione, testo greco, traduzione, commentario e indici, Brüssel 1993 (Subsidia hagiographica 77)
- La filologia bizantina in Italia nel secolo XX, in “La filologia medievale e umanistica greca e latina nel secolo XX. Atti del Congresso Internazionale. Roma, Consiglio Nazionale delle Ricerche. Università La Sapienza, 11–15 dicembre 1989”, Band 1, Rom 1993 (Testi e studi bizantino-neoellenici, 7), S. 389–431
- Le scritture librarie nell'Italia bizantina, in “Libri e documenti d'Italia dai Longobardi alla rinascita delle città. Atti del Convegno Nazionale dell'Associazione Italiana Paleografi e Diplomatisti (Cividale, 5–7 ottobre 1994)”, Udine 1996, S. 61–85
- Per una nuova edizione della Vita di san Nilo da Rossano, in “Bollettino della Badia greca di Grottaferrata”, n.s. 51 (1997) S. 71–92
- I santi dell'Italia greca, in “Rivista di studi bizantini e neoellenici”, n.s. 34 (1997) S. 3–36
- Il kappa corsivo in scritture documentarie e librarie italogreche, in “Rivista di studi bizantini e neoellenici”, n.s. 34 (1997) S. 65–70
- Dal nome del Bessarione al problema della resa in italiano dei nomi di famiglia bizantini, in “Rivista di studi bizantini e neoellenici”, n.s. 35 (1998) S. 131–137
- La sinonimia nella Vita di san Nilo da Rossano, in  Ἐπετηρὶς Ἑταιρείας Βυζαντινῶν Σπουδῶν 51 (2003) S. 118–124
- Il terzo voto di Nilo da Rossano, in “Ad Contemplandam Sapientiam. Studi di Filologia Letteratura Storia in memoria di Sandro Leanza”, Soveria Mannelli 2004, S. 253–267
- I santi dell'Italia greca, in “Histoire et culture dans l'Italie byzantine. Acquis et nouvelles recherches”, Rom 2006, S. 95–126
- Παντολέων/Παντελεήμων. Le fonti agiografiche greche, in “Pantaleone da Nicomedia santo tra cielo e terra: reliquie, culto, iconografia (Ravello, Complesso della SS. Annunziata, 23–24 luglio 2005) – I santi venuti dall'Oriente. Trifone e Barbara sul cammino di Pantaleone (Ravello, Complesso della SS. Annunziata, 24–25 luglio 2006)”, Neapel 2009, S. 253–266